# Santo Antônio das Missões
Santo Antônio das Missões är en kommun i Brasilien.   Den ligger i delstaten Rio Grande do Sul, i den södra delen av landet, 1 600 km sydväst om huvudstaden Brasília. Antalet invånare är 11 210.
Trakten runt Santo Antônio das Missões består i huvudsak av gräsmarker. Runt Santo Antônio das Missões är det mycket glesbefolkat, med 5 invånare per kvadratkilometer.